# Anna Sforza
Anna Sforza (ur. 21 lipca 1476 w Mediolanie, zm. 2 grudnia 1497) – córka księcia Mediolanu Galeazzo Marii Sforzy i Bony Saubadzkiej.

## Małżeństwo
Obydwoje państwo młodzi, Anna i Alfons I d’Este mieli po piętnaście lat, gdy w styczniu 1491 odbył się ich ślub wśród bankietów, przyjęć i przedstawień teatralnych. 2 grudnia 1497 Anna urodziła swoje pierwsze dziecko, które zmarło zaraz po ochrzczeniu. Anna także niedługo zmarła w wieku 21 lat. Matka i dziecko zostali pochowani razem w klasztorze w San Vito, którego młoda Sforza była dobroczyńcą. Jej śmierć również oznaczała koniec przymierza między rodami Sforza i d’Este.

## Życie prywatne
Wuj Anny, Ludwik Sforza poślubił Beatrice d’Este, siostrę Alfonsa. Jej siostra, Bianca Maria Sforza poślubiła cesarza Maksymiliana I.